# Rasch (Altdorf bei Nürnberg)

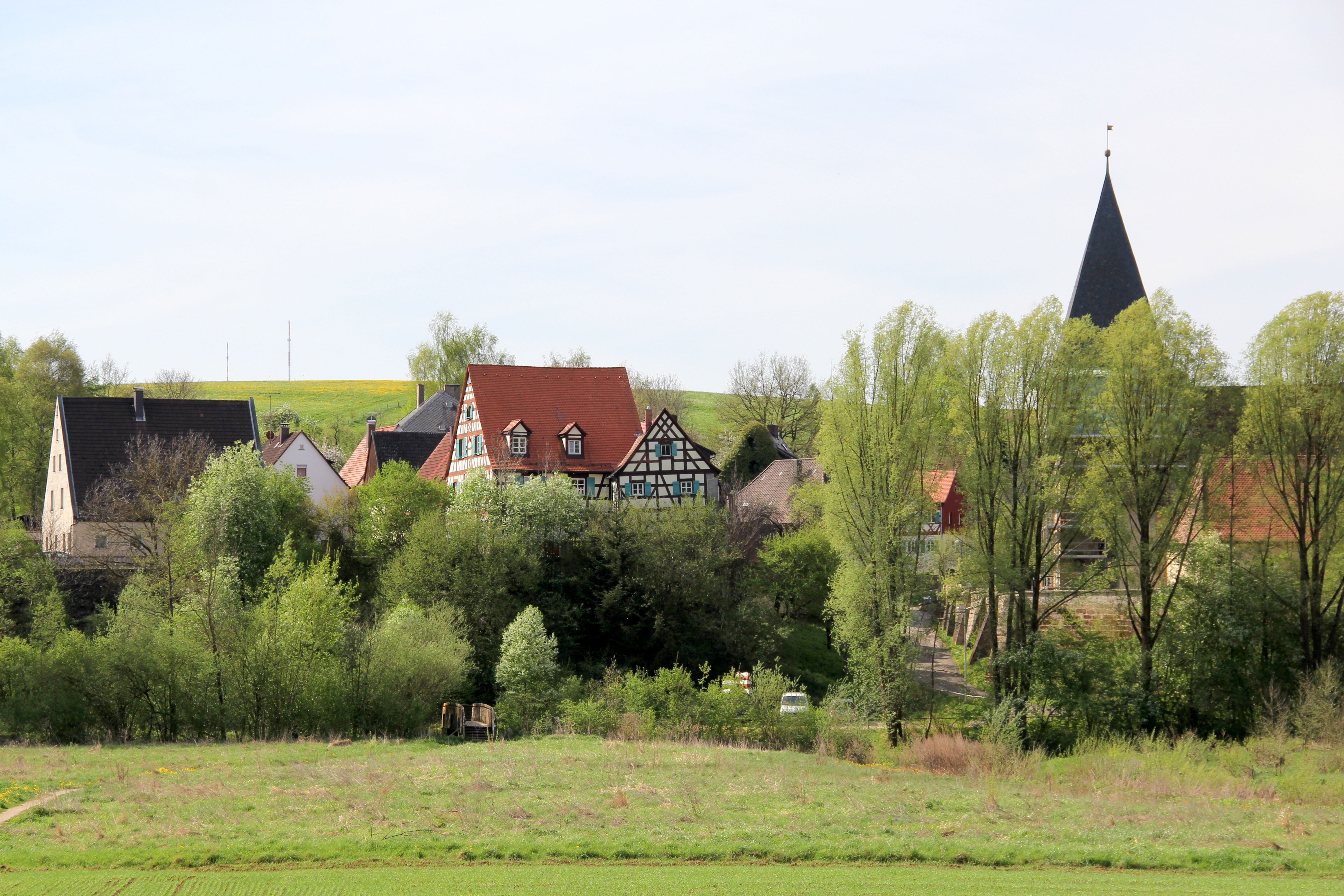
Blick auf Rasch

Rasch ([ʁaʃ] ) ist ein Gemeindeteil der Stadt Altdorf bei Nürnberg im Landkreis Nürnberger Land (Mittelfranken, Bayern). Die Gemarkung Rasch hat eine Fläche von 5,692 km². Sie ist in 2158 Flurstücke aufgeteilt, die eine durchschnittliche Flurstücksfläche von 2637,68 m² haben.

## Geografie

### Lage
Das Pfarrdorf wird von der Schwarzach durchflossen, die den Ort in zwei nicht zusammenhängende Hälften teilt. Die Staatsstraße 2401 führt nach Altdorf (1,5 km nördlich) bzw. nach Schwarzenbach (3 km südwestlich). Die Kreisstraße LAU 29 führt – die Bundesautobahn 3 unterquerend – nach Schleifmühle zur Staatsstraße 2240 (1,3 km östlich). Eine Gemeindeverbindungsstraße führt nach Gspannberg (1,6 km südlich).

### Naturräumliche Zuordnung
Nach der naturräumlichen Gliederung Deutschlands (gemäß Meynen/Schmithüsen et al.) liegt Rasch in der naturräumlichen Haupteinheitengruppe Fränkisches Keuper-Lias-Land, das Bestandteil des Südwestdeutschen Schichtstufenlandes ist (nach Ssymank). Das Altdorfer Land befindet sich in der naturräumlichen Haupteinheit Vorland der mittleren Frankenalb.

### Geologie und Böden

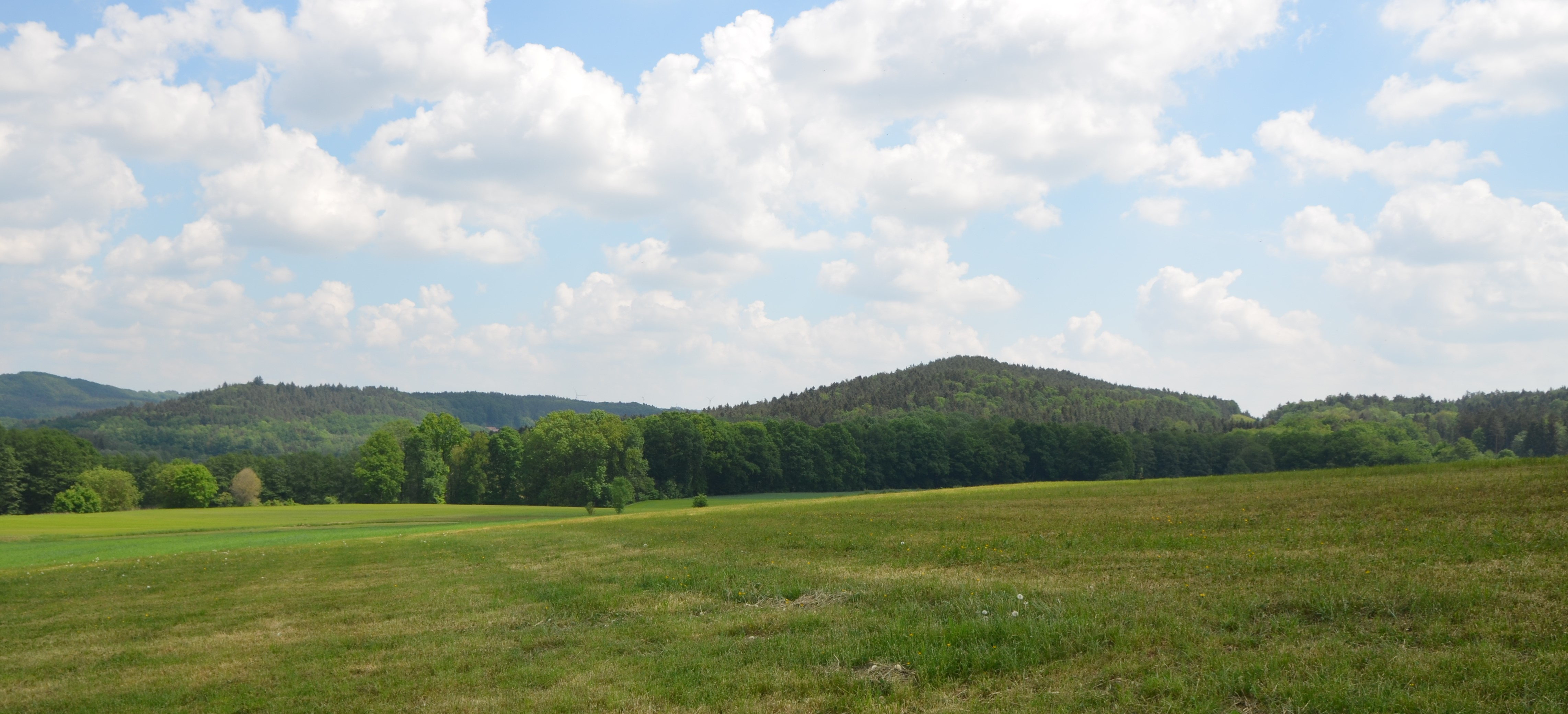
Rascher Berg, Blick aus westlicher Richtung

Rasch wird geologisch von Schichten der Amaltheenton-Formation aus der Schwarzjura-Gruppe (Lias) geprägt. Dunkel- bis schwarzgrauer Ton- und Tonmergelstein mit Pyrit- und Kalkstein-Konkretionen sind die dominierenden Gesteine, die teilweise Fossilien eingelagert haben. Darauf befinden sich Posidonienschiefer- und Jurensismergel-Formationen aus dem Lias. Die Schichten der Schwarzjura-Gruppe werden von Schichten der Braunjura-Gruppe (Dogger) überlagert. Auf diesen topografisch höher gelegenen Standorten tritt die aus Tonen und Tonsteinen bestehende Opalinuston-Formation zutage. Der Gipfel des Rascher Berges weist eine weitere geologische Schicht mit Gesteinen aus der Eisensandstein-Formation auf. In dem fein- bis mittelkörnigen und eisenschüssigen Sandstein der Kuppe sind kleine Eisenerzflöze eingelagert. Die Auenlandschaft der Schwarzach zeichnet sich durch quartäre Talfüllungen aus.
Auf den Liasschichten haben sich fast ausschließlich Regosol- und Pelosolböden aus den beiden Bodenarten Lehm und Ton entwickelt. Der Bodentyp Pararendzina ist auf den Doggerschichten vorherrschend. Der Talgrund der Schwarzach ist mit den fruchtbaren und wassergeprägten Vegaböden aus Schluff bis Lehm (Auensediment) bedeckt.

### Topografie
Das abwechslungsreiche Relief des Landschaftsraumes von Rasch zeichnet sich zum einen durch die ebenen und flachen Lagen entlang des Schwarzachtales aus und zum anderen wird die Topografie der Lias-Dogger-Landschaft durch die Ausläufer der Fränkischen Alb geprägt. Der Rascher Berg stellt mit 469 Metern die höchste Erhebung dar. Der Gipfel befindet sich ungefähr 20 Meter südlich des Gemeindegebiets.

### Klima
Rasch liegt in der kühl-gemäßigten Klimazone und weist ein humides Klima auf. Das Altdorfer Land befindet sich im Übergangsbereich zwischen dem feuchten atlantischen und dem trockenen Kontinentalklima. Nach der Klimaklassifikation von Köppen/Geiger zählt Rasch zum gemäßigten Ozeanklima (Cfb-Klima). Dabei bleibt die mittlere Lufttemperatur des wärmsten Monats unter 22 °C und die des kältesten Monats über −3 °C. Die Lias-Dogger-Landschaft erwärmt sich im Frühjahr und Herbst schneller als die wiesengeprägten Aueflächen entlang des Schwarzachtales.

## Geschichte

### Name
Der Ortsname leitet sich wahrscheinlich von dem Raschbach ab, der bei Schleifmühle in die Schwarzach mündet.

### Frühgeschichte
Das Dorf gehört zu den ältesten Orten des Altdorfer Landes. Ein mittelneolithischer Steinaxt-Fund belegt, dass die Gegend bei Rasch bereits in der Jungsteinzeit besiedelt wurde. Nomadisierende Jäger und Sammler machten sich als Bauern in der fruchtbaren Schwarzach-Niederung sesshaft. Nördlich des Flusses gegenüber dem alten Ortskern befindet sich ein Siedlungsplatz aus der Bronzezeit (rund 2500 v. Chr.) und dem Mittelalter.(D-5-6634-0082) Während der Völkerwanderung haben sich Juthungen in diesem Raum niedergelassen, deren Kultur um 500 niederging. Um 650 wanderten boirische Siedler von Osten her in das Schwarzachtal ein, wurden jedoch um 725 von den aus Westen vorstoßenden Franken wieder verdrängt.

### Mittelalter
Im 7. und 8. Jahrhundert war auf dem heutigen Kirchenareal ein heidnischer Kultplatz gelegen. In Hohenrasch befand sich nach urkundlichen Erwähnungen aus dem 12. und frühen 13. Jahrhunderts eine der bedeutendsten Reichsburgen im Königsland südlich von Nürnberg. Es wurde vermutet, dass der Burgstall auf dem Rascher Berg, in der Flur Kaar situiert war. Spuren von Befestigungseinrichtungen (D-5-6634-0026) auf dem Rascher Berg stützten diese von dem Burgenforscher Helmut Kunstmann vertretene These. Nähere archäologische Untersuchungen haben jedoch ergeben, dass die ehemalige Burganlage circa einen Kilometer südlich in der Oberpfälzer Flur Hofbach liegt.(D-3-6634-0065):9 Auf den Reliefdarstellungen sind sowohl die Strukturen der etwa 1,5 Hektar umfassenden Abschnittsbefestigung, als auch des Burgstalles (0,5 ha) mit seinem Ringwall und einer fast gleich großen, südlich angrenzenden Vorburg noch deutlich zu erkennen.
Von 1147 bis 1235 war hier ein Geschlecht von Dienstmannen der Staufer ansässig, das vielleicht schon seit 1160, spätestens aber 1215 in erblicher Würde das Amt der Marschälle auf der Nürnberger Kaiserburg bekleidete. Der letzte weltliche Vertreter Marschall Berthold II. von Rasch war als Begleiter des aufständischen Königssohnes Heinrich (VII.) auch in der Stauferpfalz Hagenau im nördlichen Elsass tätig, wurde aber in dessen Untergang hineingezogen und verschwand 1235 von der Bildfläche. Die Familie endete im Mannesstamm mit dem Geistlichen Heinrich II. von Rasch, der zunächst 1238 die Pfarrei Wondreb, Mutterkirche von Tirschenreuth versorgte, bevor er von 1241 bis 1250 gut dokumentiert als Domherr in Regensburg nachweisbar ist. Offenbar um den dortigen Parteikämpfen zu entgehen, verbrachte er seine letzten Lebensjahre auf der Landpfarrei Pfakofen, wo er wohl bis 1255 verstorben ist.

### Neuzeit

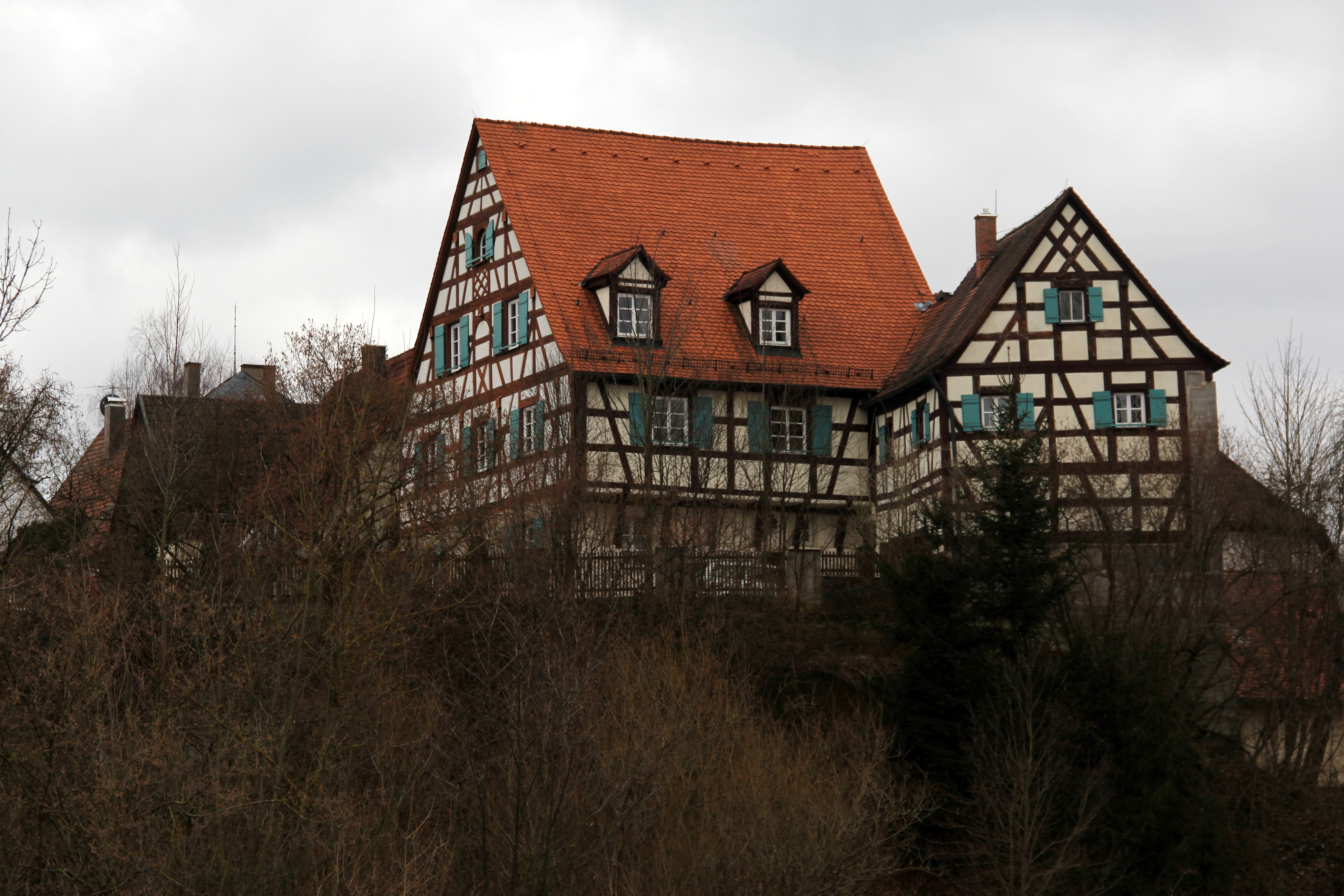
Pfarrhaus (ehemaliger Herrensitz)

Ab 1312 erscheint eine Familie Harder von Rasch, deren Herrensitz möglicherweise auf ein Burghutlehen der zerstörten Burg „Hohenrasch“ zurückging. 1393 verkaufte Konrad Harder Anteile an seinen Schwager Hans Strupperger und an Anna Waldstromer. Im frühen 15. Jahrhundert übernahm Jakob Strupperger, der 1427 als Oheim des Albrecht Harder erscheint, vom Vater das kleine Rittergut. Nach Klöhr soll unter ihm damals ein neuer Sitz bei der Kirche auf einem ehemaligen Bauernhof entstanden sein, aus dem das spätere Anwesen Nr. 27 (seit 1819 Pfarrhaus) hervorgegangen sei. Von den Stupperger an die Rech gefallen, erwarb 1550 der Nürnberger Bürger Andreas Oertel den Besitz, der im Zweiten Markgrafenkrieg 1552 niederbrannte.
Zusammen mit Grünsberg fiel das Rittergut Rasch 1578 an des jüngeren Oertel Schwiegersohn Sigmund Haller von Hallerstein (1530–1589), der den Besitzkomplex durch den Ankauf weiterer Güter in Rasch und Prackenfels arrondierte. Nach dem Tod seines gleichnamigen Sohnes 1620 wurde 1646 der „Burgstall“ Rasch mit den zugehörigen Gütern an den Enkel Johann Andreas Haller um 2.100 Gulden verkauft, der sie mit dem inzwischen wiederhergestellten Sitz 1651 um 4.500 Gulden an die Reichsstadt Nürnberg veräußerte. Diese verpachtete die Güter an die Familie Pömer. 1678 folgten durch Kauf Felix Welser (aus der Augsburger Linie), 1756 folgten im Erbweg die Volckamer von Kirchensittenbach, die den Besitz 1813 durch Zerschlagung und Zwangsversteigerung verloren. Seit 1819 ist der ehemalige Herrensitz Pfarrhaus.
Mit dem Gemeindeedikt (frühes 19. Jahrhundert) entstand der Steuerdistrikt Rasch. Zu diesem gehörten Dörlbach, Lochmannshof, Prethalmühle, Peunting und Westhaid. Zugleich wurde die Ruralgemeinde Rasch gebildet, zu der keine weiteren Orte gehörten. Das bayerische Urkataster zeigt den Ort in den 1810er Jahren als ein Kirchdorf mit 49 Herdstellen, der Kirche und dem dazugehörigen Gottesacker. Die Wasserkraft der dort damals Warzach genannten Schwarzach trieb zwei Mühlräder an. Nur die Straßennamen Am Mühlberg und der Kreisstraße LAU 29, die dort Schleifmühlstraße heißt, erinnern heute noch an die historische Wasserkraftnutzung. Während die Schwarzach damals im Wiesengrund nördlich des Orts noch frei mäanderte, war sie oberhalb der Mühle mit einem Stauwehr geregelt.
Ludwig-Donau-Main-Kanal

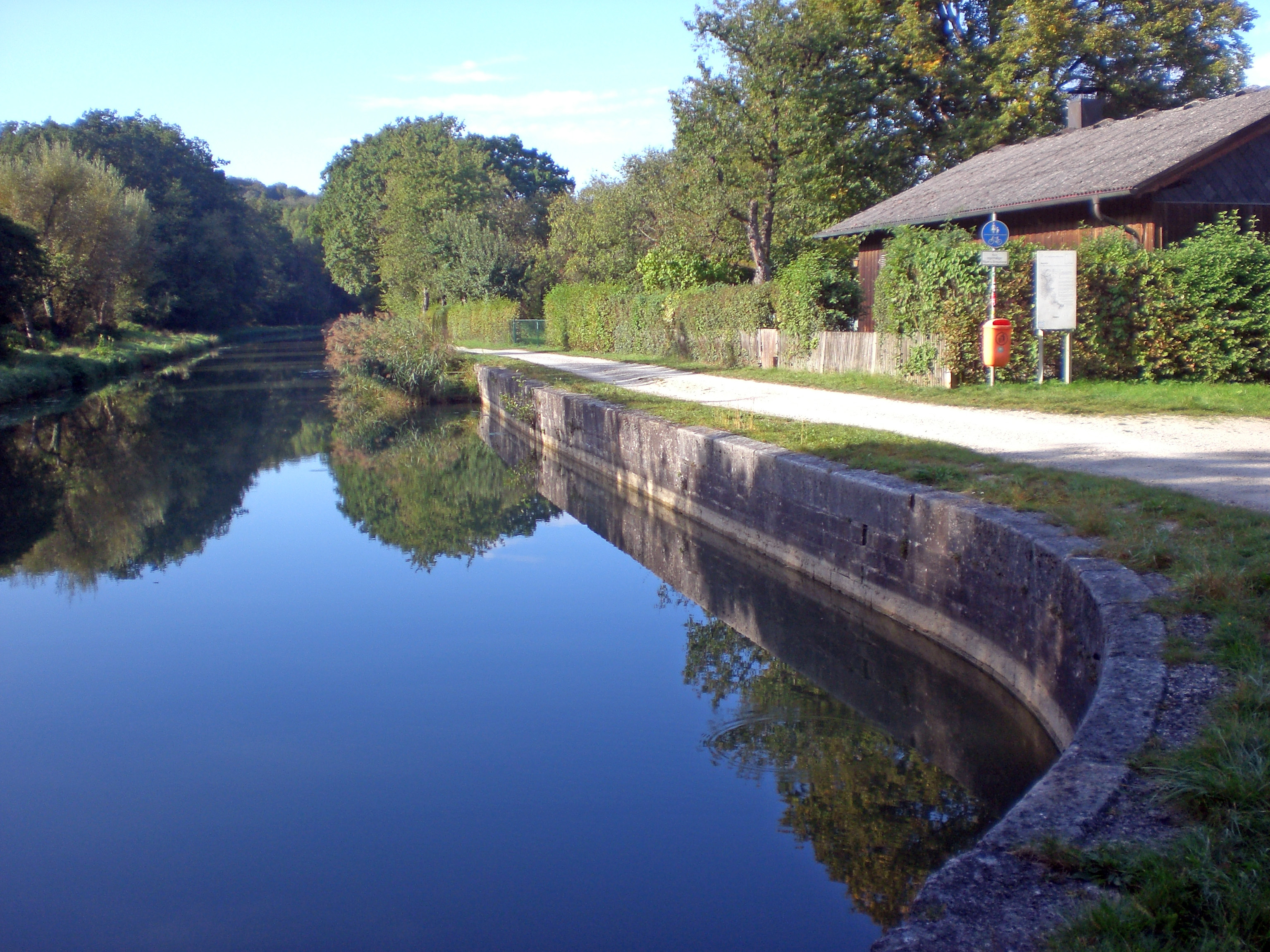
Ludwig-Donau-Main-Kanal bei Rasch (2023)

Der 1835 bis 1846 erbaute Ludwig-Donau-Main-Kanal führte bei Rasch vorbei und es gab dort zwei Ladestellen (Anländen) für den Güterumschlag. Diese dienten hauptsächlich einer Ziegelei als Werkslände sowie für den Export von Agrarerzeugnisse und dem Import von Kohle. 1950 wurde der Ludwigskanal wieder aufgelassen, die Anlegestellen sind vergangen, jedoch findet dort seit einigen Jahren in den Sommermonaten wieder ein musealer Betrieb mit dem Treidelschiff Elfriede statt.
Im Zuge der Gebietsreform in Bayern wurde Rasch am 1. Januar 1972 nach Altdorf eingemeindet.

### Einwohnerentwicklung
| Jahr          | 1910 | 1933 | 1939 | 1987 | 2013 | 2016 |
| Einwohnerzahl | 438  | 433  | 387  | 712  | 870  | 958  |

## Religion

### Pfarrkirche St. Michael

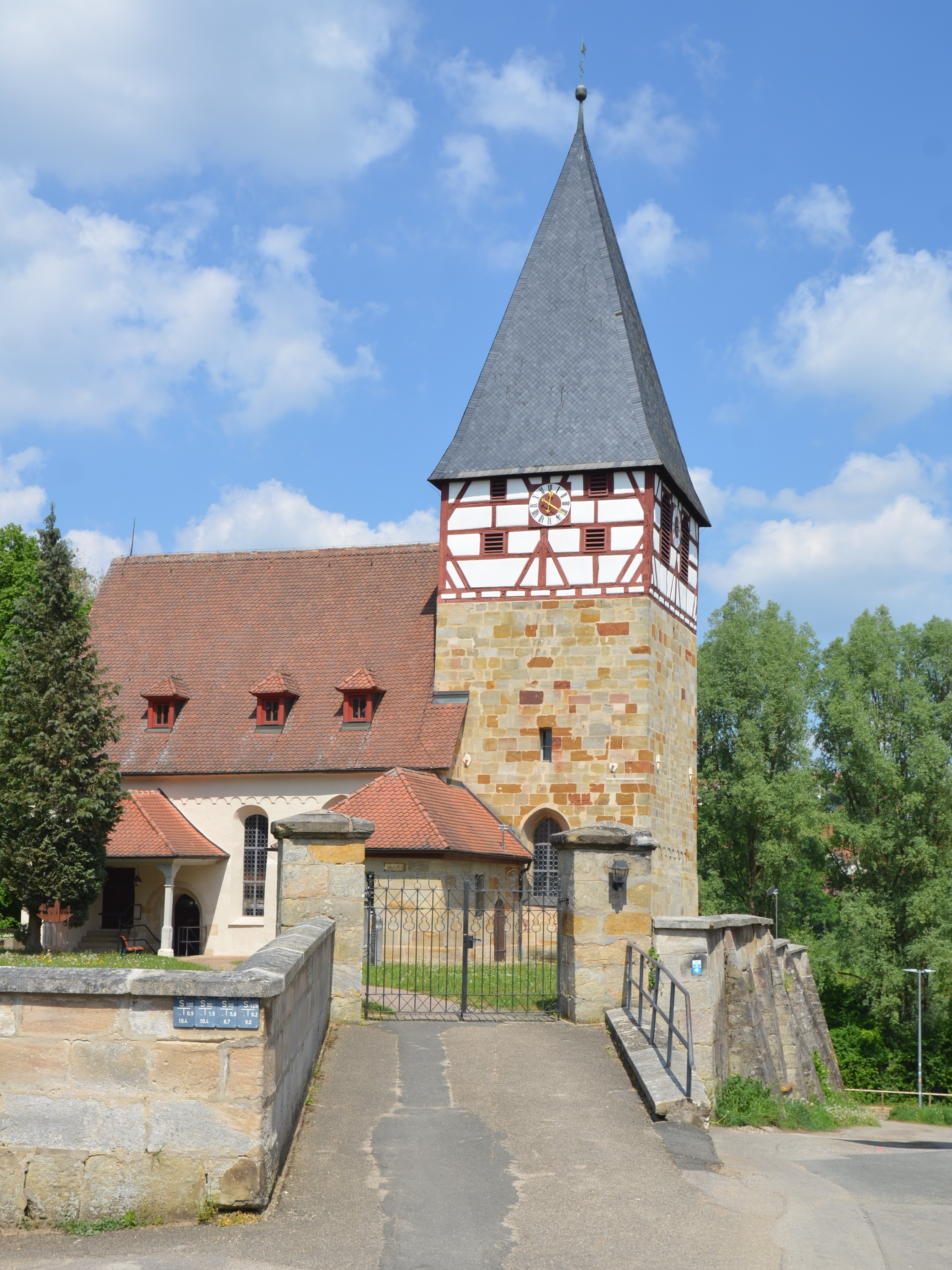
Pfarrkirche St. Michael in Rasch

In Rasch befindet sich die sehenswerte evangelische Pfarrkirche St. Michael.

### Schäferkapelle

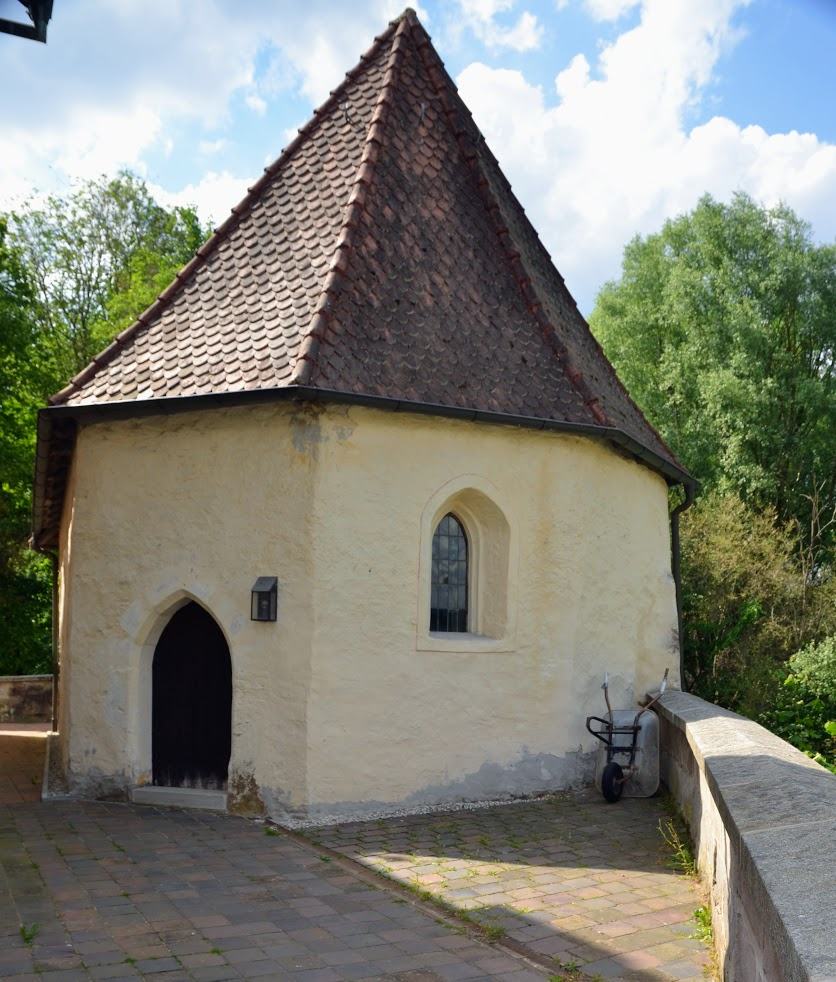
Schäferkapelle in Rasch, ehemalige germanische Kultstätte

Unmittelbar neben der Pfarrkirche St. Michael befindet sich eine Kapelle, die sogenannte Schäferkapelle.

## Baudenkmäler
Steinkreuz bei Rasch
Ein spätmittelalterliches Sühnekreuz an der A3.
In Rasch gibt es einige weitere Gebäude, die als Baudenkmale ausgewiesen sind. In der näheren Umgebung befinden sich der Ludwig-Donau-Main-Kanal, einige sehenswerte Räthschluchten, die Teufelshöhle und die Löwengrube.

## Verkehr
Der VGN bedient Rasch an vier Haltestellen mit mehreren Buslinien, die in Altdorf an das Streckennetz der S-Bahn Nürnberg und in Neumarkt an die Bahnstrecke Nürnberg–Regensburg anschließen. An den Wochenenden verkehrt zusätzlich der Nachtbus N 55.

## Söhne und Töchter
- Wolfgang Haffner (* 1965), Schlagzeuger, wuchs in Rasch auf
- Herbert Bessel (1921–2013), Maler und Grafiker